# Варна
Ва́рна (болг. Ва́рна) — портовый город и курорт в Болгарии.
Известен с VI в. до н. э. как греческая колония Одессос. В источнике XII в. впервые упоминается как Варна; название по р. Варна. Из нескольких предлагавшихся этимологий наиболее убедительна связывающая название с «вар» — «минеральный источник».
Город является третьим по численности населения в Болгарии, крупным культурным и финансовым центром, а также важным транспортным узлом страны. Варна — самый крупный порт Болгарии, имеются паромные соединения с Черноморском, Портом Кавказ, Поти, Батуми и Стамбулом. Население, согласно официальным источникам, насчитывает 369 632 жителя, вместе с подчиненными поселками — 378 559 жителей (текущий учёт 2020 года).

## География
Варна расположена на северо-востоке страны недалеко от границы с Румынией на Черноморском побережье Болгарии. К западу от города простирается длинное озеро, в которое впадает река Провадийска. Город располагается около 43 градусов северной широты, то есть примерно на географической широте Ниццы, Торонто, Алма-Аты, Владивостока и Сочи.
В окрестностях города климат подходит для выращивания средиземноморских видов растений, таких как гранат, киви, финик, рис и лавровый лист.
В летний период температура воды составляет около +20…+30 °C, в жаркие дни песок на пляжах нагревается до 65 °C.
Средняя высота волн в заливе Варны около 61 см.
К северу от Варны находятся крупнейшие курорты: Святые Константин и Елена (бывший «Дружба»), Золотые Пески и Албена.
| С-З | Бухарест ~ 200 км / ~ 267 км Русе ~ 172 км /~ 193 км                             | Добрич ~ 42 км /~ 53 км Констанца ~ 121 км /~ 160 км | Одесса ~ 427 км /~ 657 км                              | С-В |
| З   | София ~ 375 км /~ 469 км Велико-Тырново ~ 187 км /~ 232 км                       | Роза ветров                                          |                                                        | В   |
| Ю-З | Пловдив ~ 285 км /~ 376 км Салоники ~ 500 км /~ 737 км Афины ~ 678 км /~ 1236 км | Бургас ~ 90 км /~ 132 км Стамбул ~ 260 км /~ 446 км  | Анкара ~ 549 км /~ 910 км Зонгулдак ~ 375 км /~ 793 км | Ю-В |

### Климат
Климат близок к средиземноморскому — по классификации Кёппена — влажный субтропический (Cfa). Средняя температура января +2,6 °C, июля +23,4 °C, абсолютный минимум температуры −24,3 °C был зафиксирован 10 февраля 1929 года, абсолютный максимум +41,4 °C зарегистрирован 10 июля 1928 года. Варна расположена на северной окраине зоны субтропиков. Зима в городе сравнительно мягкая, температура зимой колеблется в пределах 0 °C..+10 °C. Зимой по ночам часто бывают заморозки, иногда при вторжениях холодных северных ветров из Арктики температуры могут упасть до −10 °C. И наоборот — на протяжении всей зимы, особенно в декабре, нередко случаются тёплые и солнечные дни, когда температура поднимается до +18 °C..+20 °C. Абсолютный максимум зимы отмечен в феврале — +23 °C. Постоянный снежный покров в Варне не устанавливается и климатическая зима в городе не наступает. Самый холодный месяц — январь, норма среднесуточной температуры в январе составляет +2,6 °C, в этот период возможность снегопадов наиболее высокая. Весна в городе наступает во второй половине февраля, тогда атмосфера неустойчива и часто случаются резкие перемены погоды. Климатическое лето начинается в конце апреля и длится до начала-середины октября. Лето в Варне сравнительно тёплое, со средними температурами дня +28 °C..+30 °C и ночи +18 °C..+20 °C. Осень долгая и тёплая, но возможны резкие перепады температур. Средняя температура года +12,9 °C, в последние годы +13…+15 °C. Средняя температура воды в Чёрном море в январе — +7 °C, в июле — +26 °C. Среднее количество осадков 471 мм, с максимумом в июне и ноябре и минимумом в феврале.
| Показатель                                      | Янв. | Фев.  | Март | Апр. | Май  | Июнь | Июль | Авг. | Сен. | Окт. | Нояб. | Дек.  | Год   |
| ----------------------------------------------- | ---- | ----- | ---- | ---- | ---- | ---- | ---- | ---- | ---- | ---- | ----- | ----- | ----- |
| Абсолютный максимум, °C                         | 22   | 23,1  | 29,5 | 30,7 | 34,3 | 40,8 | 41,4 | 40,7 | 36,6 | 33,4 | 26,8  | 23,2  | 41,4  |
| Средний суточный максимум, °C                   | 6,9  | 8,1   | 12,1 | 16,2 | 22,1 | 27,0 | 29,8 | 30,2 | 24,6 | 19,4 | 14,1  | 8,2   | 18,2  |
| Средняя температура, °C                         | 2,6  | 3,6   | 6,5  | 10,7 | 16,2 | 21,1 | 23,4 | 23,6 | 19,1 | 14,4 | 9,1   | 4,4   | 12,9  |
| Средний суточный минимум, °C                    | −1,1 | −0,2  | 2,5  | 5,0  | 10,0 | 14,4 | 17,2 | 17,3 | 13,0 | 8,3  | 4,3   | 1,6   | 8,5   |
| Абсолютный минимум, °C                          | −19  | −24,2 | −8,3 | 0,1  | 3,5  | 7,2  | 10,9 | 10,8 | 4,4  | −3,6 | −9,2  | −12,8 | −24,2 |
| Норма осадков, мм                               | 38   | 41    | 34   | 44   | 40   | 46   | 37   | 32   | 31   | 36   | 50    | 42    | 471   |
| Температура воды, °C                            | 6    | 5     | 7    | 11   | 17   | 22   | 25   | 26   | 23   | 18   | 13    | 9     | 15,2  |
| Источник: Туристический портал, Погода и Климат |      |       |      |      |      |      |      |      |      |      |       |       |       |

| Показатель                        | Янв. | Фев. | Март | Апр. | Май  | Июнь | Июль | Авг. | Сен. | Окт. | Нояб. | Дек. | Год  |
| --------------------------------- | ---- | ---- | ---- | ---- | ---- | ---- | ---- | ---- | ---- | ---- | ----- | ---- | ---- |
| Средний суточный максимум, °C     | 6,5  | 7,6  | 11,5 | 15,5 | 21,4 | 26,3 | 29,4 | 29,8 | 24,6 | 18,8 | 13,3  | 7,6  | 17,7 |
| Средняя температура, °C           | 2,9  | 4,4  | 7,3  | 11,3 | 16,8 | 21,6 | 24,0 | 24,6 | 20,1 | 14,4 | 10,0  | 5,3  | 13,6 |
| Средний суточный минимум, °C      | 0,2  | 0,3  | 3,8  | 7,3  | 12,2 | 16,7 | 19,3 | 19,5 | 15,3 | 10,6 | 6,5   | 1,9  | 9,5  |
| Источник: www.weatheronline.co.uk |      |      |      |      |      |      |      |      |      |      |       |      |      |

## История
В каменном и медном веке на территории Варны существовало несколько археологических культур, в том числе получившая одноимённое название культура Варна эпохи медного века.
Около 570 г. до н. э. греческими поселенцами из Милета на берегу Чёрного моря была основана колония Одессос.
В IV веке до н. э. город-государство получает известность как центр торговли с фракийцами, а в III—II вв. до н. э. здесь чеканили собственную монету.
В III веке до н. э. город попал в зависимость от Македонии и впоследствии от Римской империи (был известен под римским названием Деонисиополь). Тем не менее торговля и ремёсла развивались по-прежнему благоприятно. Сохранились остатки римских бань II века.
Христианство в Варне начало распространяться очень рано. По преданию, хранимому Болгарской церковью, епископская кафедра имелась в г. Одессос, где епископом был Амплий, ученик св. апостола Павла.
В VI веке город становится центром автокефальной епископии, но в конце VI — начале VII в. был разрушен. В 680—681 годы город возродил болгарский хан Аспарух и он вошёл в состав Болгарского царства.
С 971—972 до 1391 года город находился в составе Византийской империи, Варна была важным центром христианства и торговли, имела связи с Константинополем, Дубровником, Венецией и Генуей.

### Под владычеством Османской империи
В 1391 году Варна была завоёвана войском Османской империи, превратившими город из-за его выгодного военно-стратегического положения в прибрежную крепость.
10 ноября 1444 года вышедшие в крестовый поход венгерские и польские войска во главе с королём Владиславом III при поддержке отрядов из Валахии встретились с войском султана Мурада II и были разбиты в битве у города Варна, король Владислав III погиб.
В 1606 году Варну, которая находилась под властью Османской империи, взяли запорожские казаки под предводительством Сагайдачного. Они отобрали у турок добычи больше, чем на 180 тысяч золотых.
В XVIII—XIX вв. Варна становится крупным торговым центром.

### Период русско-турецких войн
Во время русско-турецкой войны 1768—1774 гг. в октябре 1773 года к Варне был отправлен отряд под командованием барона Унгерн-Штернберга (1730—1799) и полковника Ангальт-Бернбургского (1744—1791). В ходе штурма 30 октября русские войска дошли до контрэскарпа, но не сумели преодолеть ров и отступили, потеряв шесть лёгких артиллерийских орудий и около 700 человек убитыми и ранеными. Отряд отступил к селу Аджимлер.
В ходе русско-турецкой войны 1806—1812 гг. в 1810 году Варну в течение трёх недель осаждал отряд генерала Цызырева, который обстреливал турецкую крепость из орудий, но не сумел её захватить и с наступлением осени отступил.
В ходе русско-турецкой войны 1828—1829 годов турецкая крепость Варна была дополнительно укреплена. 1 июля 1828 началась осада Варны русскими войсками при поддержке сил флота (днем 22 июля 1828 года 8 русских линейных кораблей, 3 фрегата, бриг, люгер, пароход и 3 бомбардирских судна подошли к Варне. Эскадра блокировала Варну с моря, поддерживая огнём осадившие крепость русские войска). 25 сентября сухопутные войска и флотский десант начали штурм Варны. 29 сентября 1828 Варна капитулировала, было взято 9 тысяч пленных и 291 орудие.
В честь взятия Варны получили названия военно-сторожевое поселение Оренбургского казачьего войска (ныне — село Варна в Челябинской области) и два корабля русского флота. 60-пушечный фрегат «Варна» вошёл в состав Черноморского флота в августе 1830 года и погиб во время шторма в устье реки Сочи 31 мая 1838 года. 84-пушечный линейный корабль «Варна» вошел в состав Черноморского флота в июле 1842 года и 11 сентября 1854 года был затоплен на Севастопольском рейде.
По условиям Адрианопольского мира Варна была возвращена Турции, поэтому её укрепления были взорваны перед отступлением русских войск, но к 1853 году крепость была восстановлена. Во время Крымской войны город стал базой англо-французских войск, действовавших против Севастополя.
После строительства в 1866 году железной дороги Варна — Русе развитие города активизировалось.
Перед началом русско-турецкой войны 1877—1878 гг. крепость Варна была дополнительно усилена тремя фортами и вооружена нарезной артиллерией, во время войны крепости Варна, Силистра, Рущук и Видин составляли турецкий крепостной район. В соответствии с условиями Сан-Стефанского мирного договора турецкие войска должны были сдать крепость, но не выполнили этого условия до 27 июля 1878 года, когда Варна была окончательно освобождена русскими войсками от многовекового турецкого владычества и стала частью новой Болгарии.

### В составе Болгарского царства
В 1892 году здесь начала работу первая хлопкопрядильная фабрика Болгарии.
После введения в эксплуатацию в 1899 году железной дороги, соединившей Варну с Софией, значение Варны как торгового и транспортного центра усилилось.
В 1906 году была оборудована современная гавань, в 1907 году были построены судостроительные верфи.
15 октября 1915 года Болгария вступила в Первую мировую войну на стороне Центральных держав. В дальнейшем порт подвергался бомбардировке Черноморским флотом. Из иллюстрированного журнала «Искры»: 

Бомбардировка Варны. 14 октября наш черноморский флот бомбардировал порт Варны крупной артиллерией кораблей и бомбами с гидропланов. По наблюдениям с судов и с гидропланов, стрельба наших кораблей была чрезвычайно меткой. Во время бомбардировки флот подвергся атаке германских подводных лодок. Удачно отражённые нами, лодки не имели успеха. Одновременно Варна была бомбардирована воздушной эскадрой лётчиков, бросавших бомбы. По гидропланам был открыт жёсткий огонь, артиллерийский и ружейный, но безуспешно. За всё время бомбардировки болгары на огонь судов не отвечали. По наблюдениям лётчиков, стрельба была в высшей степени удачна. Порт совершенно разрушен.
После окончания войны Варна осталась главным торговым портом для северной Болгарии, но в связи с утратой Добруджи её значение снизилось в сравнении с Бургасом, в 1921 году Варна получила официальный статус морского курорта.
После того, как последствия войны и экономического кризиса начала 1920-х годов были преодолены, к середине 1920-х годов Варна восстановила статус важного промышленного центра, здесь действовали текстильные, кожевенные и железоделательные производства и несколько паровых мельниц.
В середине мая 1940 года на территории Болгарии под видом метеорологических станций были открыты три центра радиоперехвата абвера, находившиеся в оперативном подчинении «бюро Делиуса». Один из центров радиоперехвата был открыт в Варне. Также в 1940 году немцы начали переоборудование порта Варны для размещения боевых кораблей кригсмарине. 1 марта 1941 года в Вене были подписаны документы о присоединении Болгарии к пакту «Рим — Берлин — Токио», в соответствии с которым Болгария разрешила размещение немецких воинских частей на своей территории. 2 марта 1941 года на территорию Болгарии были введены немецкие войска. В дальнейшем до сентября 1944 года в Бургасе базировались корабли немецкого военно-морского флота. В то же время в городе и его окрестностях действовало движение Сопротивления (в июле 1943 года Варна стала центром 10-й оперативной повстанческой зоны НОПА). 26 августа 1944 года командование немецких войск в Болгарии отдало приказ о создании из немецких воинских частей в Варне и Русе двух боевых групп и приведении их в боевую готовность «на случай антинемецких выступлений в Болгарии». 8 сентября 1944 года для захвата находившихся в порту немецких кораблей был высажен десант Черноморского флота СССР, который не встретил сопротивления со стороны болгарских вооружённых сил в связи с переходом Болгарии на сторону Антигитлеровской коалиции.

### В составе Болгарской республики
После войны судоремонтный и кораблестроительный заводы были реконструированы, был построен завод двигателей внутреннего сгорания. В 1949 году Варна была к 70-летию Иосифа Сталина переименована в его честь, но после XX съезда КПСС и разоблачения «культа личности» в 1956 году ей было возвращено историческое название.
С 1964 года Варна является местом проведения международного балетного фестиваля.
В 1968 году был построен Дворец спорта. В 1973—1976 гг. был построен мост через канал, соединявший Варненское озеро с Варненским заливом.
В 1980 году здесь был введён в эксплуатацию Варненский домостроительный комбинат.
В августе 1984 года был открыт Варненский дельфинарий. В 1985 году здесь был построен и открыт детский центр «Знамя мира», в котором были размещены кукольный театр, музей кукол, центр технического и научного творчества молодёжи и ещё несколько детско-юношеских организаций.
В честь Варны названы деревня в американском штате Иллинойс, а также полуостров в Антарктиде.

## Население и административное деление

### Население
В 1656 году в Варне проживало около 4000 человек, в 1880-м — 24555 человек, в 1934-м — 70 тыс. После Второй мировой войны город начал стремительно расти.
Количество жителей Варны по данным текущего учёта населения Болгарии — 367 700 человек. Город, наряду со столицей Софией и Бургасом — один из немногих в стране, которые увеличили своё население за период между двумя переписями 2001 и 2011 года. По данным ГРАО (болгарская государственная служба записей гражданского состояния) по состоянию на 15 сентября 2018 года, в общине Варна (город Варна и пять прилегающих деревень) насчитывалось 376 211 жителей. Однако, наличное население Варны превышает 400 тыс. жителей в рабочий день, так как в двух соседних общинах — Аксаково и Белослав общее население составляет 32 тыс. а практически 90 % их жителей работают и учатся в Варне, которая находится в непосредственной близости, кроме этого в городе проживает немалое количество незарегистрированных жителей. Варна, предположительно, город с наиболее многочисленной русской и русскоязычной диаспорой в Болгарии. По разным источникам, число русских и русскоговорящих, проживающих в городе составляет от 2 000 до 20 000 человек. Это число увеличивается в несколько раз в летние месяцы, что означает, что русскоязычное население города может достигать до 10 % от всего населения. В период с июня по сентябрь наличное население Варны, по оценкам экспертов и по данным МВД Болгарии, возрастает на 200 тыс. жителей за счет туристов и людей, приезжающих на заработки и таким образом достигает примерно 600 тыс. человек — по этому показателю город опережает ряд европейских столиц как Талинн, Любляна, Берн, Сараево.
| Год       | 1852   | 1878   | 1887   | 1896   | 1910   | 1920   | 1926   | 1946   |
| Население | 16 000 | 24 555 | 24 830 | 33 687 | 41 419 | 50 810 | 60 536 | 76 954 |

| Год       | 1956    | 1965    | 1970     | 1982    | 1989    | 1999    | 2006    | 2010    |
| Население | 120 345 | 180 110 | 200 тыс. | 295 038 | 306 300 | 304 500 | 312 400 | 360 837 |

### Районы и кварталы
Согласно Закону о территориальном делении Столичного муниципалитета и больших городов, территория Варны разделена на 5 районов (население по состоянию на февраль 2011 года, Национальная перепись населения Болгарии):
- Приморский район (105 340 жителей)
- Район Младост (81 813 жителей)
- Район Одесос (78 794 жителей)
- Район Владислав Варненчик (43 077 жителей)
- Район Аспарухово (25 846 жителей)

## Транспорт
В 7,5 км от центра города расположен аэропорт Варна. В городе действуют также железнодорожный вокзал, принимающий поезда внутреннего и международного сообщения (ранее в летний сезон действовали регулярные линии до Москвы, Саратова, Киева и Минска), автовокзал и морской вокзал (в последние годы утративший своё пассажирское значение).

### Городской транспорт
Городской транспорт Варны представлен автобусами (свыше 40 маршрутов) троллейбусами, такси. Генеральным планом города предусмотрено строительство линии скоростного трамвая в будущем.

## Спорт
- футбольный клуб «Спартак»;
- футбольный клуб «Черно море».

## Достопримечательности
- Успенский собор (болг. Катедрален храм «Успение Пресвятия Богородици»)
- Варненский археологический музей — варненский некрополь эпохи халколита, имеет неплохую коллекцию древнего фракийского золота, в том числе «старейшего золота в мире» (Варненского некрополя эпохи халколита), а также иных материалов по истории Балкан
- Военно-морской музей (Варна)
- Варненский аквариум
- Варненский дельфинарий
- Приморский парк «Морска градина» (Морской сад) — протянувшийся на несколько километров вдоль берега Чёрного моря парк, основанный более ста лет назад
- Римские термы (болг. Римски терми) — не слишком хорошо сохранившиеся развалины римских бань периода господства Рима на Балканах
- Монастырь Аладжа — руины православного скального монастыря (14 км от Варны)
- Природный памятник Вбитые камни (18 км от Варны)
- Варненская городская художественная галерея имени Бориса Георгиева

В городе есть памятники русским погибшим в Освободительной войне, Н. П. Игнатьеву и Советской Армии, а также бульвар имени Царя Освободителя, улицы имени А. С. Пушкина, А. М. Дондукова-Корсакова, В. А. Черкасского, академика Н. С. Державина, Ю. И. Венелина, В. С. Высоцкого и других. В рыбацком поселке Казашко на берегу Варненского озера, на западной окраине города, где проживают потомки казаков-некрасовцев, находится старообрядческий храм Русской Древлеправославной Церкви, освященный в честь Покрова Божией Матери. Поблизости от Варны расположены болгарские городки Аксаково (названо в честь И. С. Аксакова) и Суворово (А. В. Суворова (30 км) — это место битвы при Козлуджи 1774 года) и городок Игнатиево (Н. П. Игнатьева).

### Памятники
- Памятник 54 воинам 14-го Армейского корпуса и 2 офицерам, погибшим в Русско-турецкой войне 1877—1878 годов.
- Братская могила 54 воинов 14-го Армейского корпуса и 2 офицеров.
- Братская могила 44 воинов 14-го Армейского корпуса.
- Украинским воинам, погибшим за свободу Болгарии.
- Памятник освободителям Русско-турецкой войны.
- Бюст-памятник графа Н. П. Игнатьева.
- Памятник болгаро-советской дружбы.
- Памятник царю Калояну

## Образование
Варна является одним из наиболее важных университетских центров, в городе учатся более 37 000 студентов:
- Варненский свободный университет «Черноризец Храбрый»[25]
- Высшее военно-морское училище имени Николы Вапцарова
- Экономический университет-Варна
- Варненский медицинский университет
- Варненский технический университет
- Колледж туризма
- Медицинский колледж
- Технический колледж

Среднее образование предоставляется несколькими языковыми школами, школами гуманитарных наук, математики и естественных наук, художественными школами (Среднее училище искусств им. Добри Христова (бывшее Среднее музыкальное училище)), несколько профессиональных, спортивных и общеобразовательных школ.

## Галерея
- Успенский собор
- Успенский собор ночью
- Драматический театр «Стоян Бычваров»
- Жилой дом
- Хостел (ранее — отель) «Мусала»
- Музей истории Варны
- Таможня в Варне
- Областная дирекция Министерства внутренних дел
- Морская администрация
- Приморский парк. Центральная аллея
- Церковь Св. Николая Чудотворца
- Армянская церковь
- Болгарское адмиралтейство (штаб Военно-морских сил) в Варне
- Дворец культуры и спорта
- Памятник царю Калояну

## Персоналии
- Божидар Божилов (1923—2006) — болгарский поэт, прозаик, публицист, переводчик, литературный критик и драматург. Лауреат Димитровской премии.
- Родился Николау Параскевас (1798) — одесский предприниматель и меценат, грек по происхождению, построил и подарил городу, где он родился, храм Св. Николая, умер в Одессе в 1862 году.
- Асприоти, Клеоники (1870—1938) — известная греческая художница конца XIX — начала XX века. Родилась в Варне.
- Родились Бедрос (1932) и Филипп Киркоровы (1967) — отец и сын, болгарские, советские и российские эстрадные певцы;
- Родился Михаил Степанович Петухов (1954) — советский и российский пианист, профессор Московской консерватории.
- Умер Иван Кишельский (1826—1880) — генерал-майор русской армии, болгарский политический и государственный деятель, губернатор Варны и Видина.
- Жил и работал (1894—1905) Йонас Басанавичюс (1851—1927) — литовский историк, фольклорист, публицист, врач, общественный деятель; патриарх литовского национального возрождения.
- Родился Антон Страшимиров (1872—1937) — болгарский писатель-демократ.
- Родился Тодор Костов (1928—2009) — болгарский оперный певец. Почётный гражданин г. Варна.

## Города-побратимы
- Новосибирск (Россия)
- Санкт-Петербург (Россия)
- Новороссийск (Россия), с 1999 года
- Одесса (Украина)
- Харьков (Украина)
- Алма-Ата (Казахстан)
- Турку (Финляндия)
- Ольборг (Дания)
- Мальмё (Швеция)
- Високе-Мито (Чехия)
- Пирей (Греция)
- Вельс (Австрия)
- Росток (Германия)
- Амстердам (Нидерланды)
- Дордрехт (Нидерланды)
- Лион (Франция)
- Генуя (Италия)
- Бостон (США)
- Майами (США)
- Мемфис (США)
- Акаба (Иордания)
- Нинбо (Китай)

## Политическая ситуация
Кмет (мэр) общины Варна — Благомир Коцев.